# El Surar

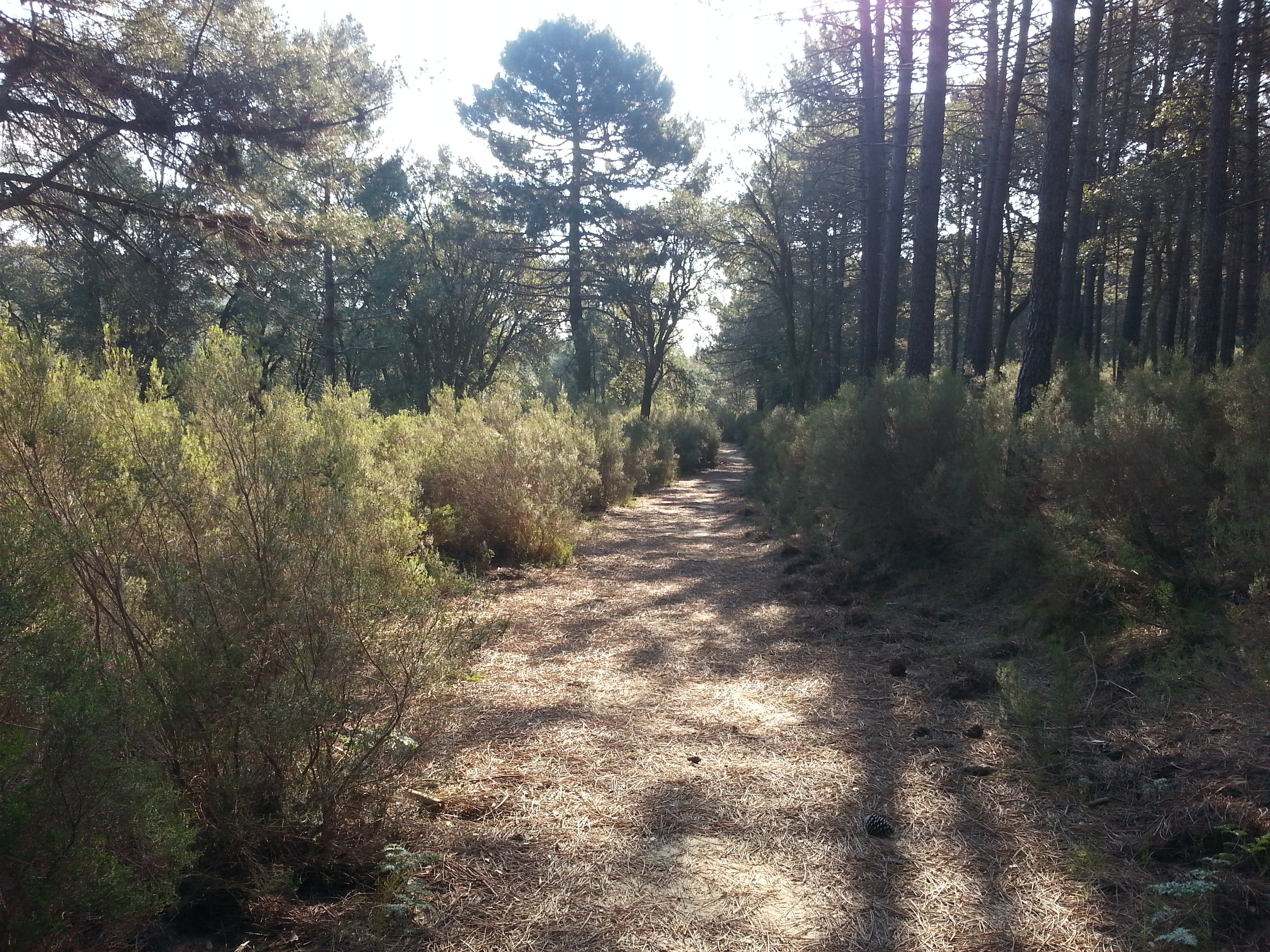
El Surar constituye el bosque de alcornoques más meridional de la Comunidad Valenciana.

El Surar es un Paraje Natural Municipal con una superficie de 837,81 ha, que se localiza en los términos municipales de Pinet y Luchente en la provincia de Valencia (España). Este Paraje se localiza contiguo al Paraje Natural Municipal de Parpalló-Borrell.
El Surar constituye el alcornocal más meridional de los existentes en la Comunidad Valenciana. Constituido por una serie de bosquetes abiertos que son los restos de bosques antiguos más extensos, presenta la peculiaridad de que, a diferencia de los ubicados más al norte de la región, crece sobre suelos evolucionados a partir de substratos calcáreos. Siendo el alcornoque una especie propia de suelos silíceos, su presencia aquí se explica por el intenso lavado de los suelos derivado de la alta pluviometría que se registra en la zona, lo cual provoca su descarbonatación y acidificación, permitiendo su desarrollo. La vegetación acompañante también presenta diferencias respecto de la que podemos encontrar en otros alcornocales valencianos, y se encuentran ausentes especies silicícolas como brezo blanco y otras, y aparecen en cambio otras especies propias de los carrascales como: torvisco, coscoja, romero, etc.
Presenta también una rica fauna, característica de las zonas de matorrales mediterráneos.
El paraje se sitúa en el ámbito de la sierra Marchuquera, a unos 600 metros de altitud, en la cabecera de una serie de barrancos que confluyen en el río de Pinet, ofreciendo bellas panorámicas de montañas elevadas y profundos barrancos encajados e incluye en su interior a las microrreservas de flora denominadas: "Pla de Junquera" y "Els Miradors".